# Amauridia aristina
Amauridia aristina är en fjärilsart som beskrevs av William Schaus 1916. Amauridia aristina ingår i släktet Amauridia och familjen nattflyn. Inga underarter finns listade i Catalogue of Life.